# Dhoom
Dhoom (in hindi: धूम, in italiano: esplosione) è un film indiano del 2004 diretto da Sanjay Gadhvi, primo capitolo di una serie di film. È stato prodotto dalla Yash Raj Films ed è stato distribuito il 27 agosto 2004. Con un incasso di oltre 42 crore (circa nove milioni di dollari), il film è risultato essere uno dei maggior incassi indiani del 2004. Si tratta del primo film d'azione realizzato dalla Yash Raj Films dopo diciannove anni, dall'uscita di Vijay del 1988. Il suo sequel, Dhoom 2, è stato distribuito nel 2006 in India, mentre Dhoom 3 dovrebbe uscire nel 2012. Entrambi i film della serie sono basati sulla serie cinematografica Taxxi di Luc Besson.
Il brano principale della colonna sonora della pellicola è Dhoom Dhoom, scritto da Pritam e cantato da Tata Young.